# Androniscus subterraneus
Androniscus subterraneus är en kräftdjursart som först beskrevs av Carl 1906.  Androniscus subterraneus ingår i släktet Androniscus och familjen Trichoniscidae.

## Underarter
Arten delas in i följande underarter:
- A. s. scaber
- A. s. spelaeorum
- A. s. noduliger
- A. s. nodosus
- A. s. montellensis
- A. s. medius
- A. s. strouhali